# Cuvetta

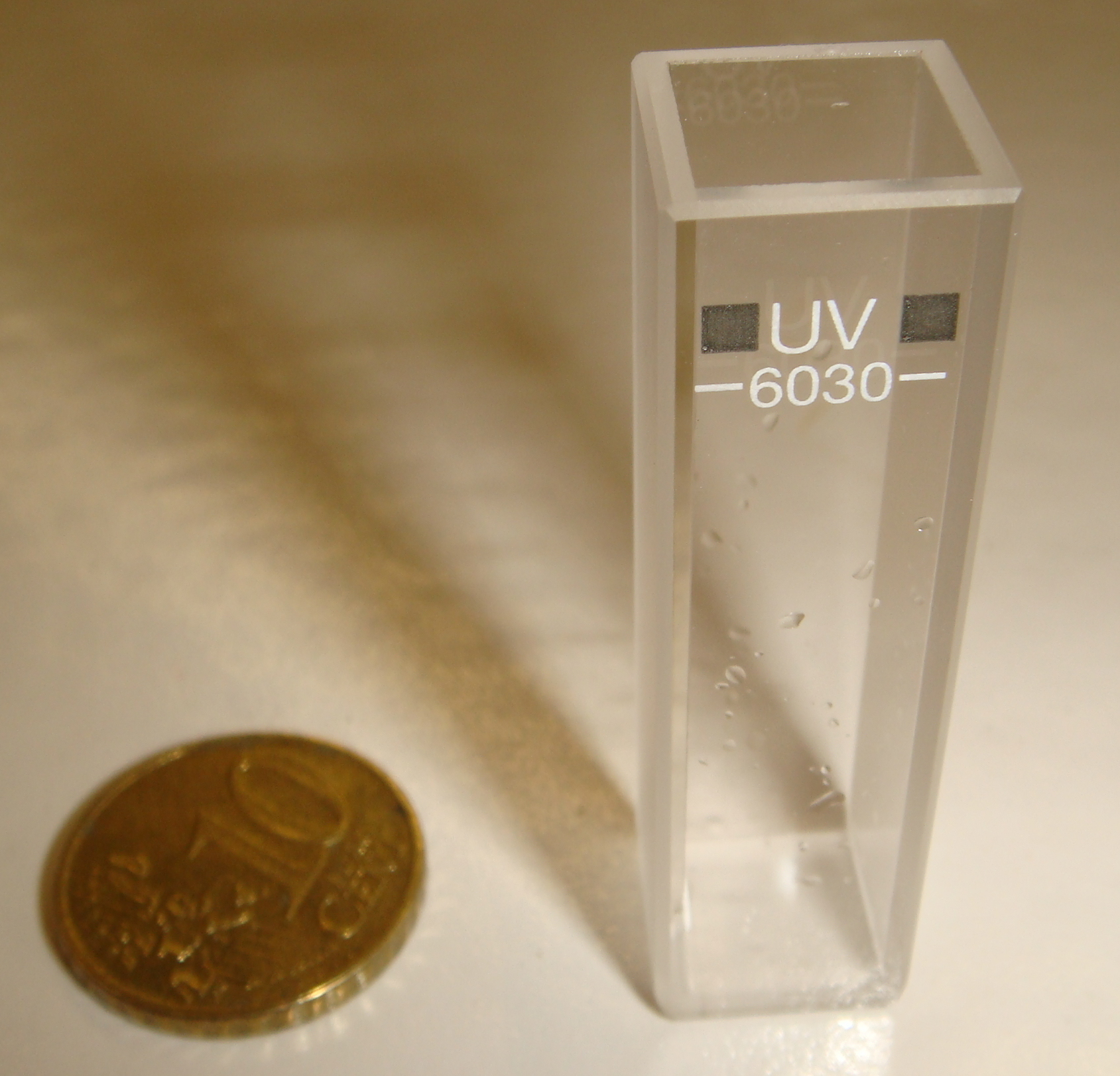
Cuvetta di quarzo per uso in campo ultravioletto e luce visibile

La cuvetta è il contenitore che contiene il campione da analizzare in un'analisi spettrofotometrica o spettrofotofluorimetrica.

## Descrizione
Si tratta di un contenitore di forma prismatica a base quadrata o rettangolare realizzato in vetro ottico, quarzo, polimetilmetacrilato o altra materia plastica, in funzione del campo di lunghezze d'onda in cui verrà condotta l'analisi e della natura del campione che dovrà contenere. 
Nel caso che la lunghezza d'onda sia nell'ultravioletto o comunque prossima ad esso si utilizzano cuvette realizzate in quarzo.

In alcuni casi vengono usate provette di quarzo a sezione circolare, aventi spessore controllato in modo da garantire comunque una buona riproducibilità dei risultati.
Oltre all'inerzia chimica del materiale al contatto col campione, la scelta del materiale dev'esser tale per cui la parete della cuvetta attraversata dal raggio luminoso sia completamente trasparente alle lunghezze d'onda in cui l'analisi viene condotta, e non produca quindi un abbassamento del rapporto segnale/rumore, che andrebbe a discapito dell'accuratezza dell'analisi.
Caratteristica della cuvetta è anche la sua lunghezza, detta "cammino ottico"; il cammino ottico è un parametro costruttivo della cuvetta, dato che i valori analitici letti durante l'analisi sono funzione dello spessore di campione attraversato, come evidenziato dalla legge di Lambert-Beer. Nella spettrofotometria in campo ultravioletto e della luce visibile, la maggior parte delle analisi viene condotta con cuvette il cui cammino ottico è di 1 cm.
Le cuvette possono essere completamente aperte nel loro lato superiore, oppure essere chiuse ed ospitare attacchi per tubicini che consentono di collegare la cuvetta ad una pompa peristaltica o altro dispositivo. Questo consente di riempire e svuotare le cuvette quando il campione è pericoloso da maneggiare o quando è utile automatizzare le operazioni di misura.
Quando sono impiegate in spettrofotofluorimetri, le cuvette sono lavorate otticamente su tutti e quattro i lati poiché il contenuto viene illuminato secondo una direzione da un raggio di luce eccitante (usualmente da un monocromatore nell'ultravioletto), mentre la luce emessa viene rilevata secondo una direzione perpendicolare alla direzione del raggio eccitante.